# دوري جزر فارو الممتاز 1945
دوري جزر فارو الممتاز 1945 هو موسم من دوري جزر فارو الممتاز. فاز فيه نادي كلاكسفيك.